# جوناثان إدواردز (سياسي بريطاني)
جوناثان إدواردز (بالإنجليزية: Jonathan Edwards)‏ هو سياسي بريطاني، ولد في 26 أبريل 1976. حزبياً، نشط في بلاد كيمري. في انتخابات المملكة المتحدة لعام 2010، انتخب عضو برلمان المملكة المتحدة الـ55 عن دائرة كارمارثين الشرقية وداينفور وقد انضم خلال فترته النيابية ‏ (6 مايو 2010 – 30 مارس 2015)  للكتلة البرلمانية بلاد كيمري وفي الانتخابات العامة في المملكة المتحدة 2015، انتخب عضو برلمان المملكة المتحدة الـ56 عن دائرة كارمارثين الشرقية وداينفور وقد انضم خلال فترته النيابية ‏ (8 مايو 2015 – 3 مايو 2017)  للكتلة البرلمانية بلاد كيمري وفي الانتخابات التشريعية البريطانية 2017، انتخب عضو برلمان المملكة المتحدة الـ57 عن دائرة كارمارثين الشرقية وداينفور وقد انضم خلال فترته النيابية ‏ (8 يونيو 2017 – )  للكتلة البرلمانية بلاد كيمري.

## وصلات خارجية
- الموقع الرسمي